# Zonitis dunniana
Zonitis dunniana là một loài bọ cánh cứng trong họ Meloidae. Loài này được Casey miêu tả khoa học năm 1891.